# Pacific Palms
Pacific Palms is een plaats in de Australische deelstaat New South Wales en telt 673 inwoners (2006).